# Lorenz Fougstedt
Lorenz Olof Fougstedt, född 31 mars 1857 i Kågeröds socken, död 20 december 1930 i Boo församling. Stockholms län, var en svensk köpman och konstnär.
Han var son till klockaren och träsnidaren Ola Fougstedt och Cecilia Wittgren och gift med Ingeborg Pettersson, han var far till Arvid och Nils Fougstedt. Hans konst består av akvarellmålningar.